# Serviciu de rutare și acces la distanță
Serviciul de rutare și acces la distanță (RRAS) este un API Microsoft și un software de server care face posibilă crearea de aplicații pentru a administra capacitățile serviciului de rutare și acces la distanță ale sistemului de operare, pentru a funcționa ca un router de rețea. De asemenea, dezvoltatorii pot utiliza RRAS pentru a implementa protocoale de rutare. Funcționalitatea serverului RRAS urmează și se bazează pe serviciul de acces la distanță (RAS) în Windows NT 4.0.

## Prezentare generală
RRAS a fost introdus odată cu Windows 2000 și oferit ca descărcare pentru Windows NT 4.0.
- Router multiprotocol - Computerul care rulează RRAS poate ruta IP, IPX și AppleTalk⁠(d) simultan. Toate protocoalele rutabile sunt configurate din același utilitar administrativ. RRAS include două protocoale de rutare Unicast⁠(d), Routing Information Protocol (RIP) și Open Shortest Path First (OSPF), precum și funcții de rutare și redirecționare IGMP pentru multicasting IP⁠(d).
- Router la cerere - IP și IPX pot fi rutate pe legături WAN la cerere sau persistente, cum ar fi liniile telefonice analogice sau ISDN, sau pe conexiuni VPN.
- Server de acces la distanță - oferă conectivitate de acces la distanță pentru clienții de acces la distanță dial-up sau VPN care utilizează IP, IPX, AppleTalk sau NetBEUI⁠(d).

Serviciile de rutare și serviciile de acces la distanță funcționau separat. Protocolul Point-to-Point (PPP), suita de protocoale utilizată în mod obișnuit pentru negocierea conexiunilor point-to-point, a permis combinarea acestora.
RRAS poate fi utilizat pentru a crea aplicații client. Aceste aplicații afișează casetele de dialog comune RAS, gestionează conexiunile și dispozitivele de acces la distanță și manipulează intrările din agenda telefonică.

## Pachet de gestionare a serviciului de rutare și acces la distanță
Routing and Remote Access Service Management Pack ajută un administrator de rețea să monitorizeze starea și disponibilitatea computerelor care rulează Windows Server 2008 R2.

## Caracteristici introduse în Windows Server 2008
- Server Manager – Aplicație utilizată pentru a asista administratorii de sistem la instalarea, configurarea și gestionarea altor caracteristici RRAS.
- Protocol Secure Socket Tunneling
- Aplicarea VPN pentru protecția accesului la rețea – Limitează conexiunile VPN la serviciile de rețea definite.
- Suport IPv6 – a adăugat tehnologii PPPv6, L2TP⁠(d), DHCPv6⁠(d) și RADIUS, permițându-le să funcționeze pe IPv6.
- Suport criptografic nou – a consolidat algoritmii de criptare pentru a respecta cerințele de securitate ale guvernului SUA, în plus față de eliminarea algoritmilor care nu au putut fi consolidați.[4]

## Tehnologii eliminate
- Bandwidth Allocation Protocol (BAP) a fost eliminat din Windows Vista și dezactivat în Windows Server 2008.
- X.25⁠(d).
- Serial Line Internet Protocol (SLIP). Conexiunile bazate pe SLIP vor fi actualizate automat în conexiuni bazate pe PPP.
- Modul de transfer asincron (ATM)
- IP prin IEEE 1394
- Protocol de transport compatibil NWLink⁠(d) IPX/SPX⁠(d)/NetBIOS⁠(d)
- Servicii pentru Macintosh
- Componenta de protocol de rutare OSPF (Open Shortest Path First) în rutare și acces la distanță
- Firewall de bază în RRAS (înlocuit cu Windows Firewall)
- API-uri de filtrare IP statică pentru RRAS (înlocuite cu API-urile Windows Filtering Platform)
- Protocoalele de autentificare SPAP, EAP-MD5-CHAP și MS-CHAP⁠(d) pentru conexiunile bazate pe PPP.[4]